# Tanja Brakensiek
Tanja Brakensiek (* 25. Januar 1969 in Dortmund) ist eine deutsche Politikerin (CDU), Juristin und Journalistin.

## Leben
Die im Bergbauviertel Dortmund-Eving aufgewachsene Brakensiek studierte nach dem Abitur, das sie 1988 ablegte, Rechtswissenschaften an der Ruhr-Universität Bochum. Nach dem Ersten juristischen Staatsexamen im Jahr 1993 arbeitete sie bis 1995 als wissenschaftliche Mitarbeiterin an der TU Dresden. Diese Tätigkeit gab sie auf, als sie 1995 in den Landtag von Nordrhein-Westfalen gewählt wurde, dem sie bis 2005 angehörte. Im Anschluss arbeitete sie bis April 2016 als Juristin für ein mittelständisches Dortmunder Unternehmen und erwarb neben ihrer beruflichen Tätigkeit im Jahr 2008 den Abschluss eines Masters of Law. Seit 2013 arbeitet sie als Journalistin.

## Politik und Vereinsarbeit
Brakensiek trat 1990 in die CDU ein. Von 1993 bis 2005 war sie Mitglied im Kreisvorstand der CDU Dortmund, zuletzt Mitglied des geschäftsführenden Vorstandes. 1995 zog sie über die CDU-Liste als jüngste Abgeordnete der 12. Legislaturperiode in den Landtag NRW ein. Im Mai des Jahres 2000 wurde sie erneut ins Landesparlament gewählt. Während ihrer Zeit im Parlament war sie u. a. stellvertretende Vorsitzende der Justizvollzugskommission. Zudem war sie Mitglied im Rechtsausschuss, im Ausschuss für Innere Verwaltung und Verwaltungsstrukturreform, im Umwelt- und Kulturausschuss sowie im Medienausschuss. Darüber hinaus übte sie die Funktion eines stellvertretenden Mitgliedes der damaligen Landesmedienkommission aus. Von 2001 bis 2005 war sie Vorsitzende der CDU-Frauen-Union in Dortmund. Neben ihrem politischen Engagement ist sie u. a. stellvertretende Vorsitzende des Vereins zur Förderung der Dortmunder Kinderoper.